# Discovery, Inc.
Discovery, Inc. (ранее Discovery Communications) — американский многонациональный конгломерат средств массовой информации, базирующийся в Нью-Йорке. Основан в 1985 году, компания ранее управляла группой телевизионных брендов, таких как одноимённый канал Discovery Channel, Animal Planet, Science Channel и TLC. В 2018 году компания приобрела Scripps Networks Interactive, добавив в свой портфель такие сети, как Food Network, HGTV и Travel Channel. После приобретения Discovery описывает себя как компанию, обслуживающую «страстную» аудиторию, а также уделяет больше внимания потоковым сервисам, созданным на основе её собственности, таким как Discovery+.
Discovery ранее владела или имела доли в местных версиях своих брендов каналов на международных рынках, в дополнение к другим крупным региональным операциям, таким как Eurosport (панъевропейская группа спортивных каналов, наиболее известный правообладатель Олимпийских игр на большей части Европы), GolfTV (международный потоковый сервис, ориентированный на гольф, который является международным цифровым правообладателем PGA Tour), Discovery Communications Nordic (управляет общеинтересными каналами в Норвегии, Швеции, Дании и Финляндии), TVN Group в Польше, а также портфель различных бесплатных эфирных каналов в Германии, Италии, Новой Зеландии и Великобритании.
В мае 2021 года AT&T объявила о предложении объединить свою медиа-компанию WarnerMedia с Discovery, Inc. Сделка была одобрена Европейской комиссией в декабре 2021 года и завершена 8 апреля 2022 года, в результате чего была создана компания Warner Bros. Discovery.

## История
Одноимённый и флагманский бренд компании, Discovery Channel, был впервые запущен 17 июня 1985 года. В 1991 году владельцы Discovery Channel приобрели The Learning Channel.
В октябре 1996 года Discovery запустил несколько новых дополнительных каналов, в том числе Animal Planet, Discovery Kids, Discovery Travel & Living, Discovery Civilization и Science Channel. За этим последовала покупка в 1997 году 70 % акций Travel Channel и запуск в 1998 году Discovery en Español, Discovery Wings и Discovery Health Channel. Также в 1998 году Discovery приобрела долю в канале CBS Eye on People; позднее выкупив оставшуюся часть канала и перезапустив его в январе 1999 года в качестве Discovery People. Сеть незаметно свернулась в 2000 году и была заменена другими каналами Discovery.
1 сентября 2001 года Discovery Communications приобрела The Health Channel и объявила, что он будет переименован в FitTV. В 2002 году Discovery повторно запустил Discovery Civilization как Discovery Times, как часть совместного предприятия с The New York Times. В июне 2002 года, одновременно с 17-летием Discovery, компания запустила круглосуточный канал высокой чёткости, известный как Discovery HD Theatre. В 2003 году Discovery Communications перенесла штаб-квартиру из Бетесды (Мэриленд) в Силвер-Спринг (Мэриленд). В марте 2007 года Discovery продал свою долю в Travel Channel обратно Cox Communications в обмен на долю в Discovery, которой владел Кокс. Позже, в 2009 году, Кокс продаст Discovery Communications контрольный пакет акций компании Scripps Networks Interactive. В июне 2008 года Discovery Home был заменен на Planet Green, посвящённый прежде всего защите окружающей среды и экологическому образу жизни.
15 января 2008 года Discovery объявила о создании совместного предприятия с Опра Уинфри для повторного запуска Discovery Health. В 2008 году Discovery Times был перезапущен как Investigation Discovery, новый бренд, который будет посвящен криминальным программам и документальным фильмам. 30 апреля 2009 года Discovery объявил о создании совместного предприятия с Hasbro для повторного запуска Discovery Kids в качестве нового развлекательного канала для молодёжи и семьи.
17 марта 2009 года Discovery Communications подала в суд на Amazon.com за нарушение патентных прав со стороны электронного ридера Kindle в отношении «безопасного распространения электронного текста и графики среди подписчиков и безопасного хранения». Патенты были первоначально разработаны основателем Discovery Джоном Хендриксом, который занимался разработкой технологий, связанных с электронными книгами и оцифровкой телевизионных программ. В то время как Discovery отказался от патентов, связанных с телевидением, он сохранил патенты на электронные книги. Впоследствии Amazon обвинила Discovery в нарушении патента на «интернет-систему направления клиентов». Обе стороны урегулировали в 2011 году.
4 октября 2011 года, благодаря более широкой реализации каналов высокой чёткости для основных кабельных каналов, HD Theater был вновь запущен как Velocity, новая «высококлассная мужская» сеть, ориентированная на любителей автомобилей. 28 мая 2012 года канал Planet Green (который начал отказываться от своей первоначальной концепции в 2010 году из-за непопулярности среди аудитории) был вновь запущен как Destination America.
В январе 2014 года Discovery запустил образовательный веб-сайт Curiosity.
В мае 2014 года Discovery и её акционер Liberty Media приобрели британскую телевизионную студию All3Media за 930 миллионов долларов США. В октябре 2014 года Discovery приобрела контрольный пакет акций Hub Network у Hasbro и переименовала его в Discovery Family. В ноябре 2014 года Curiosity был выделен как венчурный стартап, получив финансирование в размере 6 миллионов долларов.
В ноябре 2015 года Liberty Global и Discovery Communications приобрели приблизительно за 195 миллионов долларов 3,4 % акций Lionsgate Entertainment. Генеральный директор Discovery Дэвид Заслав вошёл в совет директоров Lionsgate.
В декабре 2015 года Discovery запустил Discovery Go, службу видео по запросу, предоставляющую доступ к потоковой передаче в реальном времени и контенту по запросу из кабельных сетей Discovery Communications.
В мае 2016 года Discovery приступила к реализации плана реструктуризации, цель которого — сэкономить от 40 до 60 млн долларов к третьему кварталу 2016 года, включая изменение стратегии по «максимизации» бизнеса линейного телевидения при одновременном увеличении инвестиций в контент, цифровые медиа, спорт и международные рынки. В августе 2016 года Discovery приобрела долю в гонконгской компании VS Media, намереваясь через неё распространять контент Discovery Digital Networks в Китае и предлагать свои собственные ресурсы VS.
В октябре 2016 года Discovery приобрела миноритарный пакет акций Group Nine Media, цифрового медиахолдинга, в состав которого входят Thrillist Media Group, NowThis, The Dodo и цифровая сеть Discovery Seeker — за 100 миллионов долларов. Сделка дала Discovery возможность приобрести контрольный пакет акций позднее.
3 августа 2017 года Discovery объявил о том, что внесёт Velocity как свою долю в совместное предприятие с TEN: The Enthusiast Network. Discovery будет владеть контрольным пакетом акций; компания не будет включать печатные бренды TEN, но будут возможности для перекрестного продвижения.
В декабре 2017 года Discovery объявил, что приобретёт за 70 миллионов долларов дополнительные 24,5 % акций OWN. Опра Уинфри останется генеральным директором OWN и продлила своё соглашение об эксклюзивности с сетью и Discovery до 2025 года.
В апреле 2018 года было объявлено о переименовании TEN в Motor Trend Group и что Velocity будет переименован в честь своего одноимённого журнала Motor Trend.
В ноябре 2018 года Discovery объявил о партнёрстве GolfTV и Тайгера Вудса.
В январе 2019 года Discovery объявил о покупке 71 % мирового спортивного бренда Play Sports Group.

### Слияние с WarnerMedia (2021–2022)
8 апреля 2022 года. Warner Bros. Discovery была образована в результате отчуждения WarnerMedia компанией AT&T и ее слияния с Discovery Inc.

## Управление и акционеры
16 ноября 2006 года президентом и главным исполнительным директором Discovery Communications был назначен Дэвид Заслав, ранее занимавший пост исполнительного директора NBCUniversal.
До 18 сентября 2008 года у Discovery Communications было три акционера:
- Discovery Holding Company;
- Advance / Newhouse Communications, которая принадлежит американской медиакомпании Advance Publications;
- основатель компании Джон С. Хендрикс[англ.].

17 сентября 2008 года Discovery Holding Company завершила реструктуризацию. Из холдинга была выделена в качестве независимой публичной компании Ascent Media (ныне Ascent Capital Group), а оставшиеся компании, Discovery Communications, LLC и Advance / Newhouse Communications, были объединены в новую холдинговую компанию, Discovery Communications, Inc. Новая компания полностью публичная и торгуется на фондовой бирже NASDAQ под символами DISCA, DISCB и DISCK. Заявки Комиссии по ценным бумагам и биржам представлены Discovery Holding Company.

## Подразделения
Discovery поделена на следующие дивизионы: U.S. Networks, International, Digital, Discovery Studios, Lifestyle Studios и Discovery Global Enterprises.

### U.S. channels
Подразделение Discovery Networks U.S., осуществляющее свою деятельность на территории США, владеет или управляет 19 каналами.
| Канал                   | Год запуска | Абоненты (январь 2016) | Примечания |
| ----------------------- | ----------- | ---------------------- | --- |
| Discovery Channel       | 1985        | 95 млн                 | Флагманская сеть |
| Food Network            | 1993        | 95 млн                 | Приобретён в результате слияния с Scripps в марте 2018 года. Совместное предприятие с Tribune Media                                                                                         |
| HGTV                    | 1994        | 94 млн                 | Приобретён в результате слияния с Scripps в марте 2018 года |
| TLC                     | 1972        | 93 млн                 | Приобретён Discovery Communications в мае 1991, ранее был известен как The Learning Channel.                                                                                                |
| Animal Planet           | 1996        | 92 млн                 | |
| Travel Channel          | 1987        | 89 млн                 | Приобретён в результате слияния с Scripps в марте 2018 года |
| Investigation Discovery | 1996        | 85 млн                 | Ранее Discovery Times и Discovery Civilization |
| Oprah Winfrey Network   | 2011        | 79 млн                 | Совместное предприятие с Harpo Productions |
| Science Channel         | 1996        | 72 млн                 | Ранее Discovery Science |
| Discovery Family        | 1996        | 67 млн                 | Первоначально запущен как Discovery Kids в 1996, перезапущен как The Hub в 2010, переименован в Hub Network в 2013 и вновь переименован в Discovery Family в 2014. 40 % принадлежит Hasbro. |
| Motor Trend             | 2002        | 66 млн                 | Ранее Discovery HD Theater, HD Theater и Velocity. Часть Motor Trend Group, совместного предприятия с Source Interlink.                                                                     |
| Cooking Channel         | 2010        | 65 млн                 | Ранее Fine Living. Приобретён в результате слияния с Scripps в марте 2018 года. Совместное предприятие с Tribune Media                                                                      |
| DIY Network             | 1999        | 61 млн                 | Приобретён в результате слияния с Scripps в марте 2018 года |
| Great American Country  | 1995        | 58 млн                 | Приобретён в результате слияния с Scripps в марте 2018 года |
| American Heroes Channel | 1998        | 58 млн                 | Ранее Discovery Wings и Military Channel |
| Destination America     | 1996        | 56 млн                 | Ранее Discovery Home and Leisure (1998—2004), Discovery Home (2004—2008) и Planet Green (2008—2012)                                                                                         |
| Discovery Life          | 2011        | 47 млн                 | Образован в результате слияния Discovery Health Channel и FitTV, ранее был известен как Discovery Fit & Health                                                                              |
| Discovery en Español    | 1998        | 6 млн                  | Испаноязычная версия Discovery Channel |
| Discovery Familia       | 2007        | 6 млн                  | Испаноязычная версия Discovery Family |

### Discovery Networks International
Discovery Networks International включает три региональных подразделения: Discovery Asia-Pacific, Discovery EMEA (Европа, Ближний Восток и Африка) и Discovery Latin America с региональными штаб-квартирами в Сингапуре, Амстердаме, Лондоне, Милане, Варшаве и Майами.
В ноябре 2012 года Discovery приобрёл вещательную компанию в Дубае Takhayal Entertainment, которая владеет лайфстайл-каналом Fatafeat, вещающим на страны MENA.
21 декабря 2012 года Discovery объявил, что приобрел 20 % акций общеевропейского спортивного вещателя Eurosport у TF1 Group за €170 млн ($221,6 млн). 21 января 2014 года Discovery приобрел дополнительно 51 % акций, чтобы получить контрольный пакет, а в июле 2015 года выкупила за €491 млн оставшиеся акции, чтобы стать единственным акционером.
В июне 2015 года Discovery приобрел общеевропейские права на телетрансляции Олимпийских игр с 2018 по 2024 год, за исключением России, на всех платформах в рамках сделки стоимостью €1,3 млрд. Discovery будет в основном транслировать Игры на местных каналах (включая Eurosport), но предоставит сублицензионное покрытие вещателям в каждом регионе.
В июне 2016 года Discovery приобрёл 27,5 % акций Bethia Comunicaciones SA, подразделения чилийского конгломерата Bethia, владеющего Red Televisiva Megavisión SA, которая, в свою очередь, владеет частной телевизионной сетью Mega и 70 % акций канала ETC, специализирующегося на показе в аниме, корейских телесериалов и K-pop.
В августе 2016 года Discovery возобновил свои дистрибьюторские сделки в 12 странах с акционером Liberty Global. 31 января 2017 года, едва не столкнувшись со спором по поводу права ретранслировать сигнал вещателя, Discovery возобновил свои дистрибьюторские сделки с Sky plc в Германии и Великобритании.
В ноябре 2016 года Discovery заключил партнёрское соглашение с компанией потокового мультимедиа BAMTech, чтобы создать совместное предприятие для обслуживания Европы. В мае 2017 года Discovery и ProSiebenSat.1 Media объявили о создании совместного предприятия по созданию немецкой службы OTT, основанной на существующей услуге 7TV.
В августе 2017 года Discovery объявил, что приобретёт за 19 000 000 злотых у Agora SA оставшиеся 51,06 % Green Content, оператора польского канала DTT Metro, в соответствии с соглашением о выкупе акций. Благодаря покупке SNI, Discovery добавила в свой европейский портфель польскую телекомпанию TVN Group, приобретённую SNI в 2015 году, а также совместное предприятие UKTV с BBC Worldwide (позже BBC Studios).
| Channel                              | Launch Date | Notes                                                                                       |
| ------------------------------------ | ----------- | ------------------------------------------------------------------------------------------- |
| Discovery Channel Europe             | 1989        |                                                                                             |
| Animal Planet                        | 1997        |                                                                                             |
| TLC                                  | 2010        | Запущен во всей Европе в 1994, перезапуск в 2010.                                           |
| Investigation Discovery              | 2009        | Запущен в Индии в 2014, заменен на Discovery Jeet в 2018 году.                              |
| Eurosport 1                          | 2014        | Запущен в 1989, приобретён Discovery в 2014. Запущен в Индии как DSport                     |
| Discovery Jeet                       | 2018        | Индийский общеразвлекательный канал, запущен 2 февраля 2018 года.                           |
| Discovery Kids                       | 1996        |                                                                                             |
| Discovery Family                     | 2014        | Совместно с Hasbro                                                                          |
| DMAX                                 | 2006        | Запущен в 2006 в Германии, в 2008 Великобритании и Ирландии, в 2011 в Италии, в 2014 в Азии |
| Discovery Science                    | 1997        |                                                                                             |
| Discovery Turbo/Discovery Turbo Xtra | 2005        |                                                                                             |
| Quest                                | 2009        |                                                                                             |
| Eurosport 2                          | 2014        | Запущен в 2005, приобретён Discovery в 2014.                                                |
| Discovery Home & Health              | 2000        |                                                                                             |
| Discovery World                      | 1998        |                                                                                             |
| Fine Living                          | 2018        | Запущен в 2010, приобретён Discovery в 2018.                                                |
| Food Network                         | 2018        | Запущен в 2009, приобретён Discovery в 2018.                                                |
| Living Channel                       | 2014        | Только Новая Зеландия. Запущен в 2001, приобретён Discovery в 2014.                         |
| Travel Channel                       | 2018        | Запущен в 1994 году, приобретён Discovery в 2018 году.                                      |